# Socha Jindřicha IV. (Nérac)
Socha Jindřicha IV. je památník ve městě Nérac, ve francouzském departementu Lot-et-Garonne. Byla vytvořena v roce 1819 Raggim. Stojí na náměstí generála Leclerca na mramorovém podstavci a měří 3,2 metru. Zobrazuje stojícího krále Jindřicha IV. v brnění, s helmou u nohy, s pravou rukou nataženou a levou položenou na jílci meče.
Vznikla na zakázku politika Philippa Digeona de Monteton. Byla vystavena na pařížském Salonu roku 1819 a získala zlatou medaili. V roce 1823 byla přesunuta do Néracu. Slavnostně odhalena byla 3. května 1829 před starým zámkem. Několikrát změnila místo, na tom současném je od roku 1872.
Roku 1990 byla zapsána mezi francouzské historické památky.